# Эндрю Ван де Камп
Эндрю Ван де Камп (англ. Andrew Van de Kamp) — персонаж американского телевизионного сериала «Отчаянные домохозяйки» в исполнении актёра Шона Пайфрома. Сын Рекса и Бри Ван де Кампов. Появляется в сериале начиная с первой серии и принимает участие во всех сезонах.

## События сериала

### Первый сезон
В первом сезоне Эндрю учится в старших классах и увлекается плаванием. У него напряжённые отношения с родителями (особенно с матерью), но всё равно он переживает из-за их развода. Чтобы подбодрить сына, Рекс дарит ему машину, но Бри категорически против этого и требует, чтобы Эндрю отказался. Разозлившись, Эндрю в тот же вечер садится за руль пьяным и случайно сбивает Хуаниту Солис, которая впадает в кому и впоследствии умирает. Родители помогают ему скрыть следы преступления и уйти от ответственности, и вскоре Эндрю возвращается к привычному разгульному образу жизни.
После исключения из школы за употребление марихуаны, родители отправляют Эндрю в лагерь для трудных подростков «Хеннеси» (Camp Hennessey). Когда они приезжают навестить его, Эндрю признаётся, что он гей (ранее, в 15 серии, зрители уже могли видеть его целующимся с его другом Джастином на вечеринке Зака Янга), и они забирают сына домой.
Рекс спокойно воспринимает каминг-аут Эндрю и поддерживает его, но Бри считает это ненормальным и уговаривает сына поговорить со священником, мотивируя это страхом, что он попадёт в ад, если не изменится. На исповеди Эндрю обещает стать образцовым сыном, но только для того, чтобы на время успокоить мать, а затем отомстить ей.

### Второй сезон
После смерти Рекса у Бри начинаются серьёзные отношения с Джорджем Уильямсом, которые Эндрю воспринимает негативно. Видя недружелюбное отношение потенциального пасынка, Джордж провоцирует Эндрю на драку и тот снова попадает в исправительный лагерь, откуда возвращается уже после смерти Уильямса.
Одной из основных сюжетных линий сезона становится открытая вражда между Эндрю и Бри. Парень винит её в смерти отца, которого отравил Джордж, а Бри по-прежнему не может принять гомосексуальность сына и запрещает ему встречаться с Джастином. Это приводит к многочисленным перепалкам, взаимным обвинениям и нападкам. Последней каплей для Бри становится новость о том, что Эндрю соблазнил её нового ухажёра, анонимного сексоголика Питера Макмиллиана, после чего она собирает вещи сына и выгоняет его из дома.

### Третий сезон
Восемь месяцев спустя Бри выходит замуж за Орсона Ходжа и они решают отправиться в свадебное путешествие. Но в тот же день Бри видит Эндрю по телевизору в сюжете о бездомных и понимает, что должна разыскать его. Она находит Эндрю, но он отказывается общаться с матерью. Тогда Орсон, видя переживания жены, решает сам поговорить с Эндрю и убеждает его простить Бри и вернуться домой. Выясняется, что все эти месяцы Эндрю приходилось заниматься проституцией, чтобы заработать на еду, но по возвращении домой он устраивается официантом в пиццерию Скаво.
Эндрю подозревает, что Орсон хочет навредить Бри, и пытается вывести его на чистую воду. В конечном счёте он понимает, что угроза исходит от Глории Ходж, и когда узнаёт, что она осталась наедине с больной Бри, мчится домой, чтобы защитить мать. Глория оглушает Эндрю и он теряет сознание, но вовремя подоспевший Орсон спасает жену.
В третьем сезоне Эндрю не поддерживает ни с кем серьёзных романтических отношений, но из его рассказов становится ясно, что он спал с одним из сотрудников пиццерии, а также пытался соблазнить Остина МакКена.

### Четвёртый сезон
Эндрю помогает матери, которая имитирует собственную беременность, чтобы скрыть беременность Даниэль. Когда он подслушивает разговор, где Бри говорит, что хочет вырастить правильно хоть одного ребёнка, то расстраивается и уходит из дома, сняв отдельную квартиру. Бри чувствует себя виноватой, но Эндрю говорит, что всё в порядке и он хочет начать самостоятельную жизнь. Их отношения наконец-то окончательно нормализуются.

### Пятый сезон
Действие происходит через пять лет после событий четвёртого сезона. За это время Эндрю бросает работу в пиццерии и становится личным ассистентом матери, которая занимается организацией мероприятий и пишет книги.
У Эндрю серьёзные отношения с доктором Алексом Коминисом: они знакомятся с родителями друг друга, покупают дом на Вистериа Лейн и собираются пожениться. Когда Бри случайно узнаёт, что Алекс раньше был порноактёром, она рассказывает об этом сыну, но Эндрю говорит, что это не новость и они с Алексом не судят друг друга за прошлые ошибки. Бри, которая к этому времени окончательно приняла гомосексуальность сына, успокаивается и помогает им планировать свадьбу.

### Шестой сезон
Эндрю навещает в больнице Джули Майер и рассказывает Сьюзан о том, что её дочь бросила полгода назад учёбу в университете и работала официанткой.
Хотя Эндрю всё ещё живёт с Алексом, он изменяет ему со своим сотрудником Тэдом. Об этом становится известно, когда некомпетентного Тэда увольняет новый помощник Бри Сэм Аллен. Вскоре выясняется, что Сэм — сын Рекса Ван де Кампа, зачатый до его встречи с Бри. Аллен хочет завладеть семейным бизнесом, для чего выживает Эндрю из фирмы, а узнав, что тот причастен к гибели матери Карлоса, прибегает к шантажу. Чтобы спасти сына от тюрьмы, Бри отдаёт свою компанию Сэму, но затем всё-таки решается рассказать Габи правду о смерти её свекрови.

### Седьмой сезон
Эндрю теряет Алекса из-за своего пристрастия к спиртному. По совету матери он присоединяется к группе анонимных алкоголиков и проходит программу «12 шагов», на одном из этапов которой нужно попросить прощения у тех, кому причинил зло. Карлос приходит в бешенство, узнав подробности инцидента, случившегося с его матерью, но в итоге прощает Эндрю.

### Восьмой сезон
Эндрю возвращается домой и шокирует Бри новостью о помолвке с женщиной по имени Мэри Бет. Бри предполагает, что Эндрю женится на Мэри из-за денег, так как она наследница большого состояния. Тогда Бри организует вечеринку в честь помолвки и приглашает несколько бывших бойфрендов Эндрю. Оказывается, Мэри Бет известно, что Эндрю гей, но ей всю жизнь не везло в любви. Отчаявшись, она готова быть с Эндрю. Бри предлагает ей ждать человека, который действительно полюбит её, и Мэри прислушивается к этому совету, разрывая отношения с Эндрю. Он, в свою очередь, расстроен потерей дома, работы, большим долгом на кредитной карточке, но Бри убеждает его остаться и принять её помощь.

## Образ персонажа
Образ Эндрю Ван де Кампа частично основан на авторе сериала Марке Черри. В частности, Бри говорит Эндрю: «Я бы любила тебя, будь ты даже убийцей!» (англ. I’d love you even if you were a murderer). Эти слова сказала мать Марка Черри, когда он признался ей в гомосексуальности. Эндрю — эгоистичный манипулятор, использующий других людей, чтобы получить то, что хочет. К примеру, он заставил своего парня Джастина избить его, чтобы обвинить свою мать Бри в избиении. Кроме того, он свершил несколько преступлений, самое страшное из которых произошло в эпизоде «Anything You Can Do», когда он, находясь пьяным за рулём, сбил насмерть мать Карлоса Солиса. Когда Бри помогла сыну уничтожить все улики, указывающие на него, её потрясает, что Эндрю не испытывает ни малейшего чувства вины. Между тем, Марк Черри называет Эндрю социопатом. В третьем сезоне Эндрю значительно меняется, после того, как провёл несколько месяцев на улице.
Хотя многие поклонники спорят относительно сексуальной ориентации Эндрю, Шон Пайфрум уверяет, что его персонаж не гей, а бисексуал: «Честно, я не знаю. Он сам сказал, что он — бисексуал. По мне, так он скорее чуточку гей, чем натурал». В эпизоде «My Husband, the Pig» он называет Остина «псом», а себя — «любителем псов». Каким бы ни был персонаж, он один из немногих подростков на телевидении, не комплексующих из-за своей ориентации. Марк Черри говорит: «Эндрю Ван Дэ Камп — самый сильный гей на телевидении! Да, он такой. И ему плевать!»
По реакции Эндрю, когда мать отказывается от него, очевидно, что он сильно её любит, а во втором сезоне он говорит: «Я знал, что однажды ты перестанешь меня любить! Но я тебя опередил!» Кроме того, он любит и уважает своего отца, Рекса Ван Дэ Кампа — единственного человека, способного достучаться до него в первом сезоне. Во втором сезоне появляется другая сильная «фигура отца», когда Карл Мейер становится адвокатом Бри в деле о мнимом избиении женщиной Эндрю — мужчина угрожает мальчику физической расправой, если тот не прекратит издеваться над своей матерю. В третьем сезоне, Орсон, новый муж Бри, уговаривает пасынка помириться с матерью и вернуться домой.
Эндрю показан как защитник своей матери — он нападает на Джорджа после того, как тот целует Бри против её воли. Также он угрожает Орсону в третьем сезоне, считая, что это он подстроил несчастный случай, из-за которого женщина оказалась в больнице. В пятом сезоне Эндрю становится правой рукой Бри в ведении кулинарной компанией, и его отношения с матерью значительно изменились в лучшую сторону со времён первых эпизодов шоу.

## Критика
Хотя Эндрю — второстепенный персонаж сериала, он один из самых обсуждаемых среди критиков и поклонников шоу. Поцелуй Эндрю с персонажем Джастином в бассейне в эпизоде «Impossible» был оценен, как проявление «романтических отношений среди гомосексуалов на телевидении — за последние 20 лет такое происходит не часто, в то время как лесбийские отношения нередко становятся центральными сюжетами современных шоу». Хотя христианское сообщество выступало против выхода сериала «Отчаянные домохозяйки», сама сцена с поцелуем не вызвала особого ажиотажа в их среде.
Шон Пайфром сообщил, что получил много писем от геев-подростков, которые считают Эндрю волевым человеком и примером для подражания ЛГБТ-сообщества за свою уверенность в себе. Марк Черри дал свой комментарий: «Молодые люди, не слишком вдохновляйтесь поступками Эндрю — по мне, его поведение слишком антисоциальное!» Пайфром считает, что Эндрю — удивительный персонаж:
Самое потрясающее, это то, что он — подонок, терроризирующий свою мать, сбивающий пожилых женщин на машине, и он — гей! Авторы создали потрясающего персонажа — не того типичного телевизионного гей-подростка, забитого и боящегося осуждения! Это подтверждает, что даже если ты — гей, и чувствуешь себя из-за этого одиноким, у тебя нет причин бояться и быть неуверенным в себе!

Критики осудили неуважительное отношение Эндрю к своей матери и все остальные его выходки, а некоторые даже назвали «первоклассным м*даком!». Организация «Parent’s Television Council» назвала эпизод «I Know Things Now» самым худшим из всего, что показали в ту неделю по телевизору — в этой серии Эндрю соблазняет нового кавалера своего матери, в которого она была влюблена. Как бы там ни было, его раскаяние и любовь к матери в эпизодах третьего сезона также разочаровали многих критиков, высказавших мнение, что «теперь даже если у него и есть слова в эпизоде, он похож на маленького ангелочка, будто он поселился в Степфорде!»